# Сэмюэл, Маркус, 3-й виконт Бирстед
Майор Маркус Ричард Сэмюэл, 3-й виконт Бирстед (англ. Marcus Richard Samuel, 3rd Viscount Bearsted; 1 июня 1909 — 15 октября 1986) — британский пэр и директор ряда компаний, включая Lloyds Bank.

## Образование и армейская карьера
Родился 1 июня 1909 года. Старший сын Уолтера Сэмюэла, 2-го виконта Бирстеда (1882—1948), и его жены Дороти Монтефиоре (урожденной Миколлс) (? — 1949).
Он получил образование в Итонском колледже, а затем поступил в Новый колледж Оксфорда. Он служил во Второй мировой войне в Уорикширском йоменском полку и в конечном итоге получил звание майора, прежде чем был ранен в 1944 году. Он получил Территориальную награду в 1945 году.

## Дальнейшая карьера
8 ноября 1948 года после смерти своего отца Маркус Сэмюэл унаследовал титулы 3-го виконта Бирстеда из Мейдстоуна в графстве Кент, 3-го барона Бирстеда из Мейдстоуна в графстве Кент и 3-го баронета Сэмюэла, став членом Палаты лордов Великобритании.
Лорд Бирстед был назначен заместителем лейтенанта в Уорикшире в 1950 году. Лорд Бирстед занимал несколько директорских должностей, включая Sun Alliance, Lloyds Bank и Hill Samuel Group.

## Личная жизнь
Маркус Сэмюэл был дважды женат. 15 января 1947 года он женился первым браком на Элизабет Хизер Фирмстон-Уильямс (16 апреля 1926 — май 1993), дочери Джеффри Фирмстона-Уильямса и Мюриэль Маргарет Джонс. Супруги развелись в 1966 году, и она во второй раз вышла замуж за Рональда Грирсона. У пары Сэмюэл было две дочери:
- Достопочтенная Фелисити Энн Сэмюэл (род. 3 апреля 1948)[1], в 1975 году она вышла замуж за Роберта Уэйли-Коэна, от брака с которым у неё было четверо детей.
- Достопочтенная Камилла Элизабет Сэмюэл (27 октября 1949 — 29 декабря 1962)[1]

24 января 1968 года он вторично женился на Джин Агню Уоллес (? — 31 октября 1978), от брака с которой у него не было детей.
Виконт Бирстед скончался 15 октября 1986 года в возрасте 77 лет, не оставив мужского потомства. Ему наследовал его младший брат Питер Сэмюэл.